# Giuseppe Saverio Tulumello
Giuseppe Saverio Tulumello, barone di Gibellini (Racalmuto, 23 maggio 1797 – Racalmuto, 15 gennaio 1858), è stato un nobile italiano.

## Biografia
Giuseppe Saverio Tulumello nacque a Racalmuto il 23 maggio 1797 da un'antica famiglia siciliana.
Fu battezzato nella cappella di famiglia dal vescovo di Girgenti, Saverio Granata, da cui assunse il nome.
In data 7 giugno 1809 ricevette investitura della baronia di Gibellini, ceduta da Giulio Giardina Grimaldi, principe di Ficarazzi, all'alto prelato Nicolò Tulumello, il quale ne fece dono al nipote.
Conseguì una laurea in giurisprudenza presso la neoistituita Università degli Studi di Palermo.
Edificò il locale collegio di Maria, affinché vi fossero istruite le educande.
Sposò Maria Grazia Licata, zia del principe Biagio Licata di Baucina, il 29 dicembre 1819.

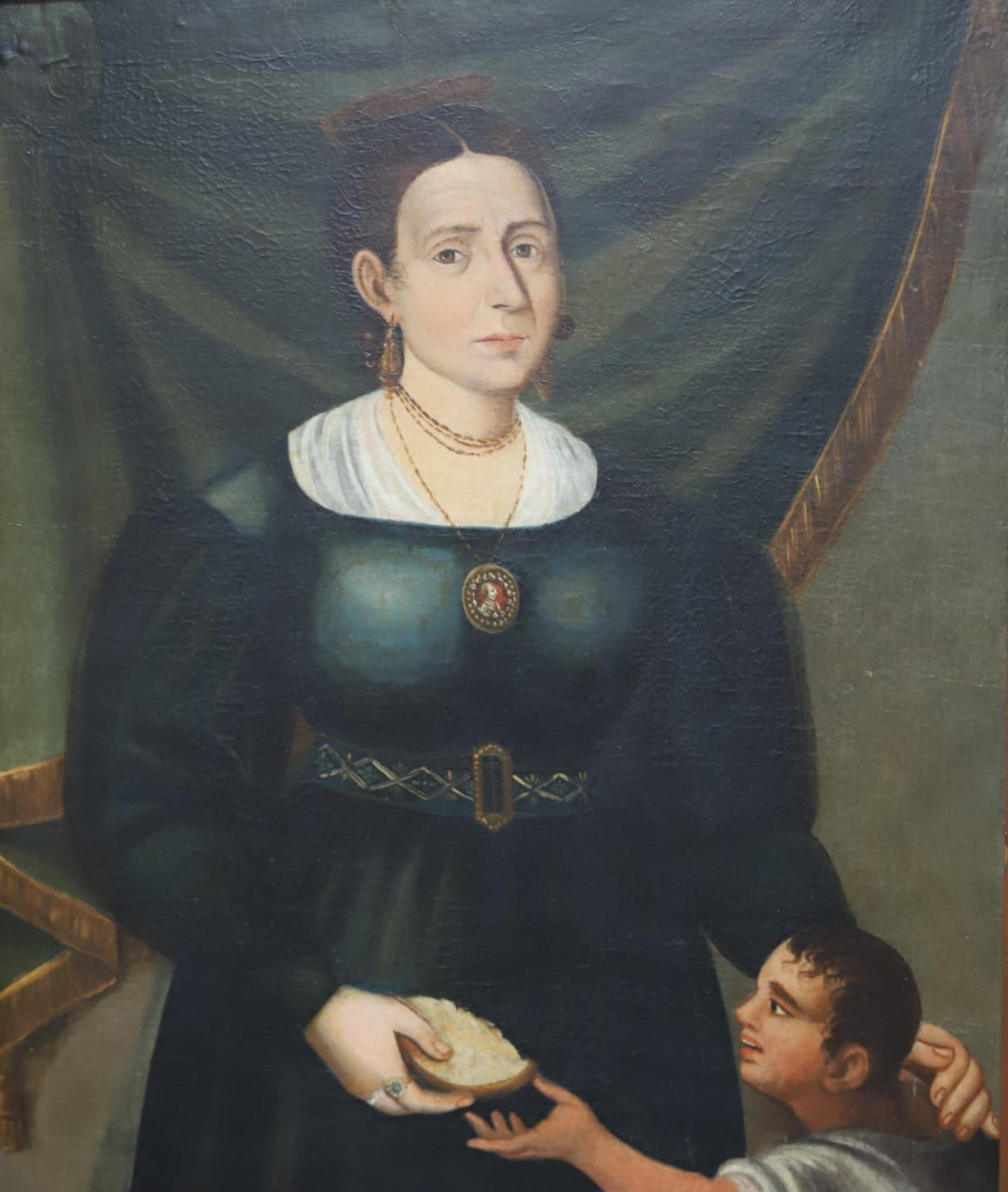
Maria Grazia Licata, moglie di Giuseppe Saverio

Fu sindaco del suo paese natale dal 1851 al 1853.
Morì a Racalmuto il 15 gennaio 1858, vi è tumulato presso la Chiesa di San Michele Arcangelo.

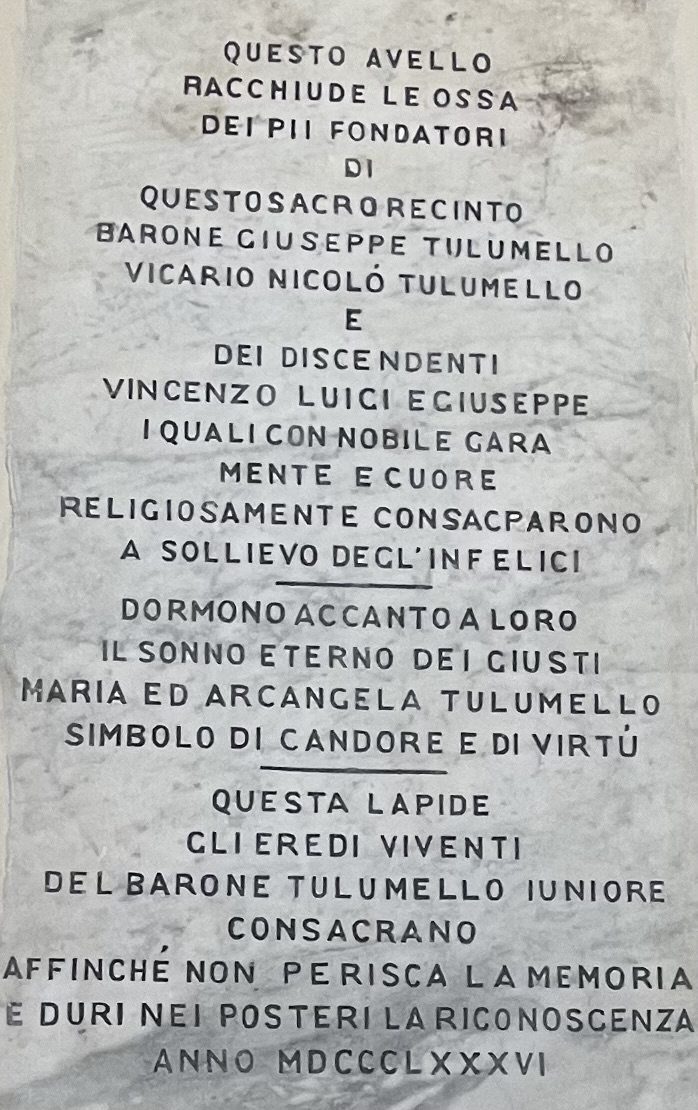
Lapide posta nella chiesa di San Michele Arcangelo, dietro la quale sono racchiuse le spoglie del barone Giuseppe Saverio Tulumello

La dinastia proseguì con il ramo del fratello Luigi, che in giovane età ne fu anche tutore.